# Endocarpon pallidum
Endocarpon pallidum är en lavart som beskrevs av Ach. Endocarpon pallidum ingår i släktet Endocarpon och familjen Verrucariaceae.   Inga underarter finns listade i Catalogue of Life.